# 指铐

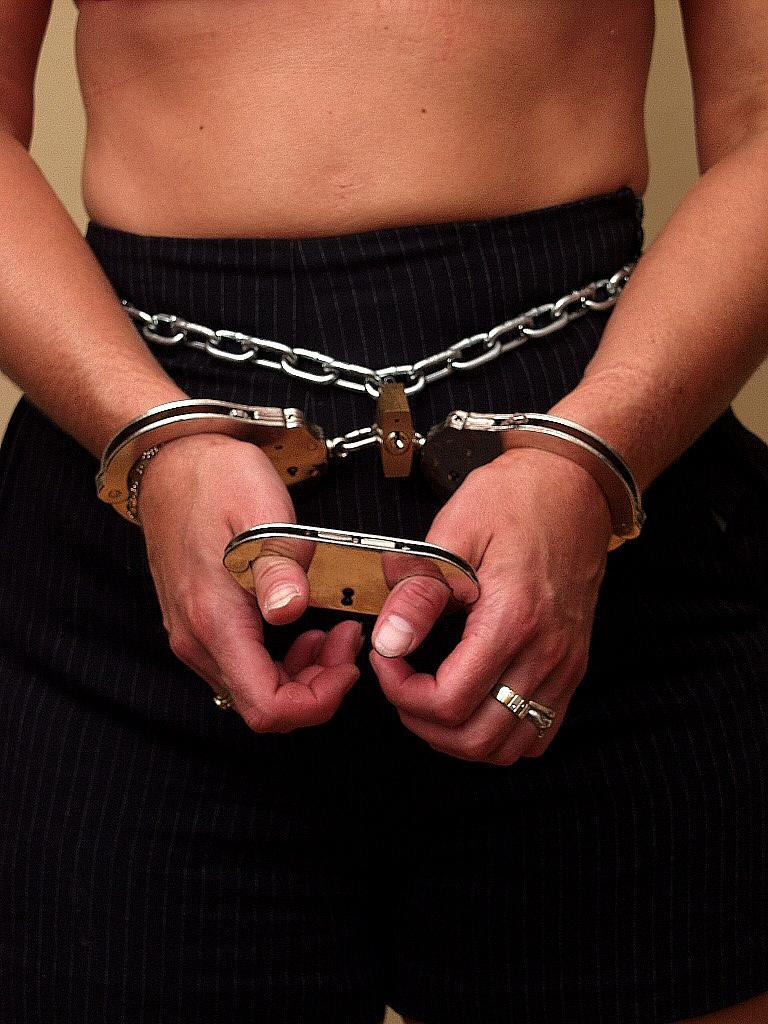
铁链、手铐、拇指铐

指铐是在一些国家中使用的一种戒具，主要用于押解那些非常危险的囚犯，有时囚犯出庭时必须要佩戴。
指铐往往是将铁链缠绕在囚犯的腰部或腹部，然后用指铐连上手铐，将囚犯的手铐在腰的两侧来限制囚犯的行动。一般来说，指铐能很好地防止囚犯的逃跑。
另外的一种指铐是将囚犯的双手紧铐在腹部前方，也能有效防止囚犯的逃跑。比如，在2006年被押解回美国的杀害JonBonet Ramsey的嫌犯John Mark Karr在洛杉矶出庭时就戴着指铐。（后来他通过DNA检测被确定无罪）